# Dick van Riel
Dick van Riel (Hoorn, 28 januari 1947) is een voormalig Nederlands voetbalscheidsrechter die van 1980 tot 1993 in de Eredivisie floot. In 1983 werd hij door omstandigheden teruggeplaatst naar de amateurs. Echter twee jaar later was hij weer terug op het hoogste niveau. In 1986 werd hij op de B-lijst van scheidsrechters gezet, binnen 6 maanden had hij ook al op het hoogste niveau gefloten.